# Paseo Cívico de Tacna
El Paseo Cívico de Tacna es el principal espacio público de la ciudad de Tacna, Perú. A su alrededor se levantan sobriamente la Catedral de Tacna, el  Monumento a los Héroes y la Pileta Ornamental de Tacna, delimitada por la calle Avenida San Martín.
En este lugar se llevan a cabo importantes actos cívicos de la ciudad. Como cada domingo del calendario cívico en medio de ceremonias cívicas, se iza el pabellón nacional y se renueva el juramento de Francisco Bolognesi, culminándose con un desfile cívico-militar de las distintas entidades educativas, públicas y privadas.
El 28 de agosto es el punto de final de la Procesión de la Bandera, donde culmina con el izamiento la bandera luego de realizar el paseo por las calles de la ciudad, celebrando la Reincorporación de Tacna al Perú luego de casi 50 años de ocupación chilena.

## Historia
Se llamaba durante la colonia Plazuela de la Matriz y esta adquiere prestancia con la instalación de la pila de hierro construida en los talleres de Simpson, en Liverpool (Inglaterra), sobre un diseño del francés Olgenhard e instalado por Matias Richet. Y luego amplia su radio con la construcción del nuevo templo. Para 1869 la Pileta Ornamental de Tacna fue obsequiada e instalada en dicho paseo durante gobierno de José Balta.
Para 1892 durante la ocupación chilena, con motivo del IV centenario del descubrimiento de América, la colonia italiana residente en Tacna junto con las delegaciones chilenas colocaron allí el monumento a Cristóbal Colón, fue allí donde queda registrado el Acta de denominación a Plaza Colón.
En 1957 debido a las construcciones para la inauguración  del Arco Parabólico se amplió conicamente hacia arriba, en lo que se llama Paseo Cívico.

## Descripción
Dicho espacio, alberga en un conjunto urbano, en el centro de la Ciudad de Tacna, por ello dentro de dicha Paseo, se puede apreciar diferentes glorietas (Espacios cercado en el techo por buganvilia entrelazado con plantas trepadoras), así como rosales, una fuente de agua y una galería que exhibe pinturas y artesanías de la ciudad; debajo de la Pileta Ornamental.

### Estructura
Recorriendo adentro del Paseo Cívico está compuesto por las siguientes estructuras:

#### Monumento a la Mujer Tacneña
En un pequeño espacio ocupa en las primeras cuadras del Paseo Cívico, el Monumento a la Mujer Tacneña, en homenaje a la valentía y por ser símbolo de coraje, amor y patriotismo sin límites. El monumento está hecho todo de bronce, representa la figura altiva de una Mujer Tacneña, portando en la mano derecha, muy en alto, el pabellón nacional, como expresión de amor a la Patria.
Sentimiento característico de la Mujer Tacneña, mantener vivo desde la niñez y saber inculcar en sus hijos, tal como lo hicieran sus antepasados, durante la ocupación chilena, donde la Mujer Tacneña defendió con pundonor la altivez de la Patria y el pabellón nacional.
La estatua mide 1.70 de alto y fue moldeada en los Talleres de la Compañía de Maestranza de Material de Guerra del Ejército, que acogió la iniciativa y anhelo del Presidente del Club Tacna, Embajador Hugo de Zela Hurtado, el año 1994. En la placa reza:

"Mantengamos el fuego sagrado, del amor a la Patria Inmortal"

#### Arco Parabólico
El Monumento a los Héroes, conocido popularmente como «Arco Parabólico», es un monumento ubicado en el Paseo Cívico de la ciudad de Tacna, levantado en honor a los héroes de la Guerra del Pacífico, al Almirante Miguel Grau y al Coronel Francisco Bolognesi. Es una de las figuras más icónicas de este espacio público.
Fue inaugurado el 28 de agosto de 1957 durante el gobierno de Manuel Prado Ugarteche con el nombre de Monumento a los héroes Almirante Miguel Grau Seminario y Coronel Francisco Bolognesi.

#### Lámpara Votiva

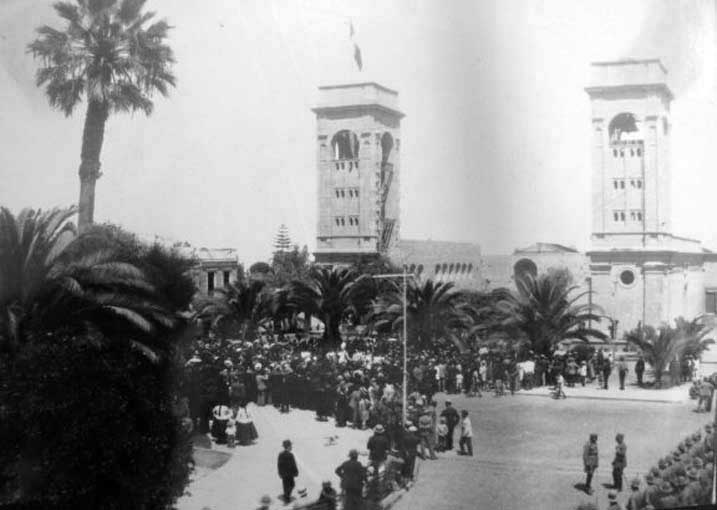
Paseo Cívico en 1929

La Lámpara votiva, se encuentra a 4 metros aproximadamente del Arco Parabólico. Es un plato de bronce, decorado con espadas y anclas interdistribuídas y en número de ocho cada una, representando la acción de Francisco Bolognesi en tierra y a Miguel Grau en mar. Es encendida en ocasiones de conmemoración patriótica.

#### Pileta Ornamental de Tacna
Es una pileta que adorna el centro del Paseo Cívico, tiene 6 metros de altura y esta sobre una base de granito, simboliza la mitología griega. Fue diseñada por el escultor O' Lenhard y traída desde la ciudad de Bruselas, por la célebre constructora Eiffel.
En la Plaza Palermo de la ciudad de Buenos Aires, se levanta la única Pila Gemela a esta, pues no hay ninguna otra en América.

#### Catedral de Tacna
La Catedral de Tacna o Catedral de Nuestra Señora del Rosario es el principal templo de la ciudad de Tacna; se empezó a construir en 1875, en el mismo lugar que ocupaba el antiguo y primer templo del lugar. Por diversos motivos; uno de ellos la Guerra del Pacífico, la obra culminó en el año 1954, durante el gobierno de Manuel A. Odría. Esta construcción fue iniciada por la por la firma Petot y Compañía, subsidiaria de los señores Eiffel en París, y terminada por la firma “Garibaldi Hermanos S.A.” inaugurándose el 28 de agosto de 1954. El material que se utilizó consistió en piedra de cantería, extraída de los cerros Arunta e Intiorko de la ciudad.

## Actualidad
En este espacio público se realizan cada domingo y fechas distinguidas actividades y ceremonias protocolares militar-cívica, así como varios eventos
para la realización de actividades protocolares de la Municipalidad así como diversas actividades y festivales socioculturales al servicio de la población.
Para agosto de 2018 se anunció un proyecto que se ejecutaría la peatonalización del Paseo Cívico para el 2020.
Durante el inicio del mes de diciembre, se instaló en el Paseo Cívico (Detrás del Arco Parabólico) el árbol navideño más grande del Perú, con 30 metros de altura, en medio de varios conciertos y espectáculos navideños para la población local y turistas.

### Procesión de la Bandera

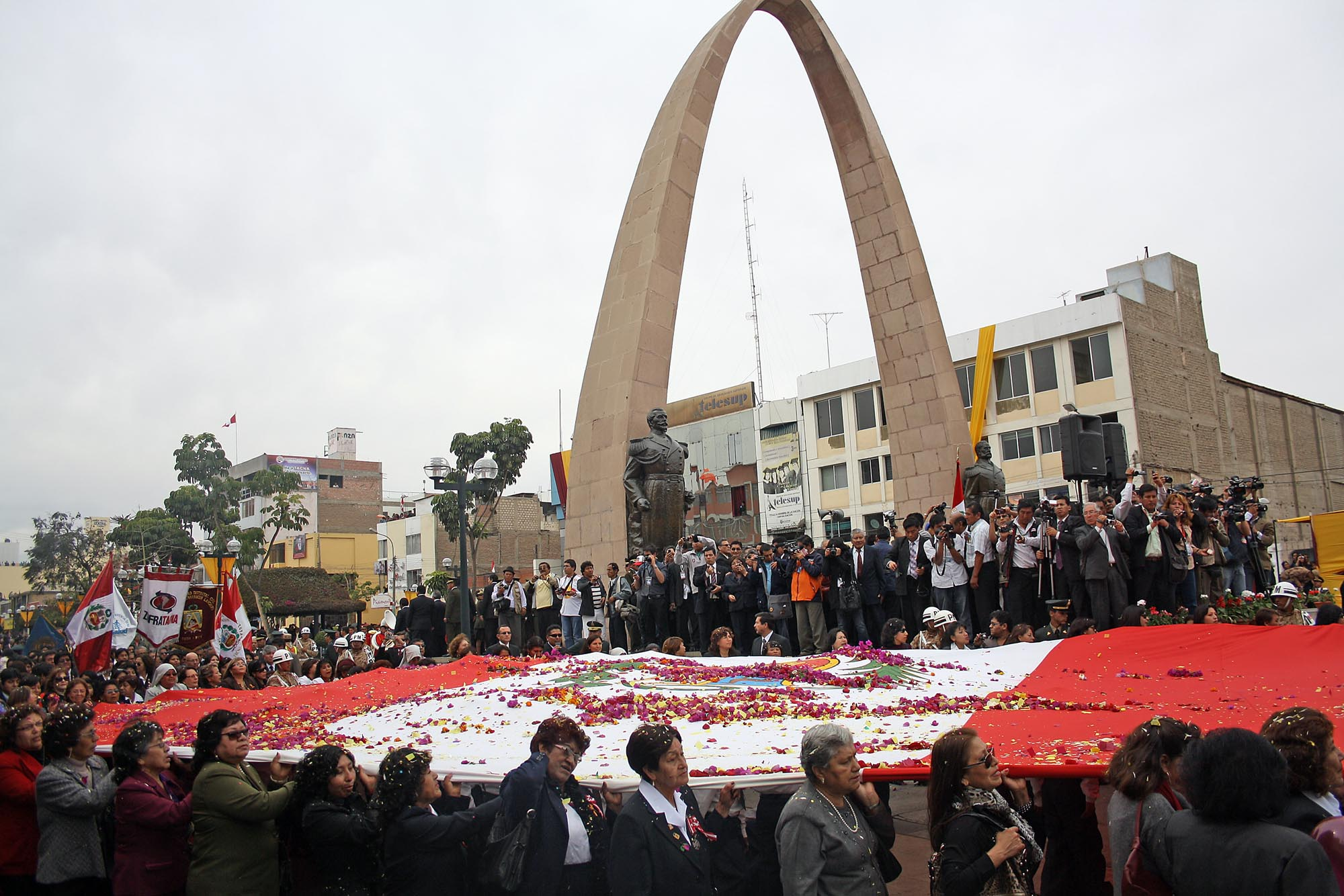
Procesión de la Bandera

Es una ceremonia cívico militar que se realiza en la ciudad de Tacna, 28 de agosto de cada año, con la finalidad de conmemorar la fecha en que la Provincia de Tacna se reincorporó al Perú luego del periodo de ocupación chilena bajo el que estuvo por cuarenta y cinco años (1884-1929) como consecuencia de la Guerra del Pacífico.
Es en el Paseo Cívico el punto final del recorrido con el izamiento del pabellón nacional, el 26 de agosto de 2009, el Instituto Nacional de Cultura emite la Resolución Directoral Nacional 1191/INC donde Declaran Patrimonio Cultural de la Nación a la Procesión de la Bandera celebrada en la ciudad de Tacna. por su contenido histórico y expresión cultural que afirma la nacionalidad peruana. Esta ceremonia ha sido incorporada en la mayoría de celebraciones patrióticas peruanas con el nombre de "Paseo de la Bandera".

## Galería

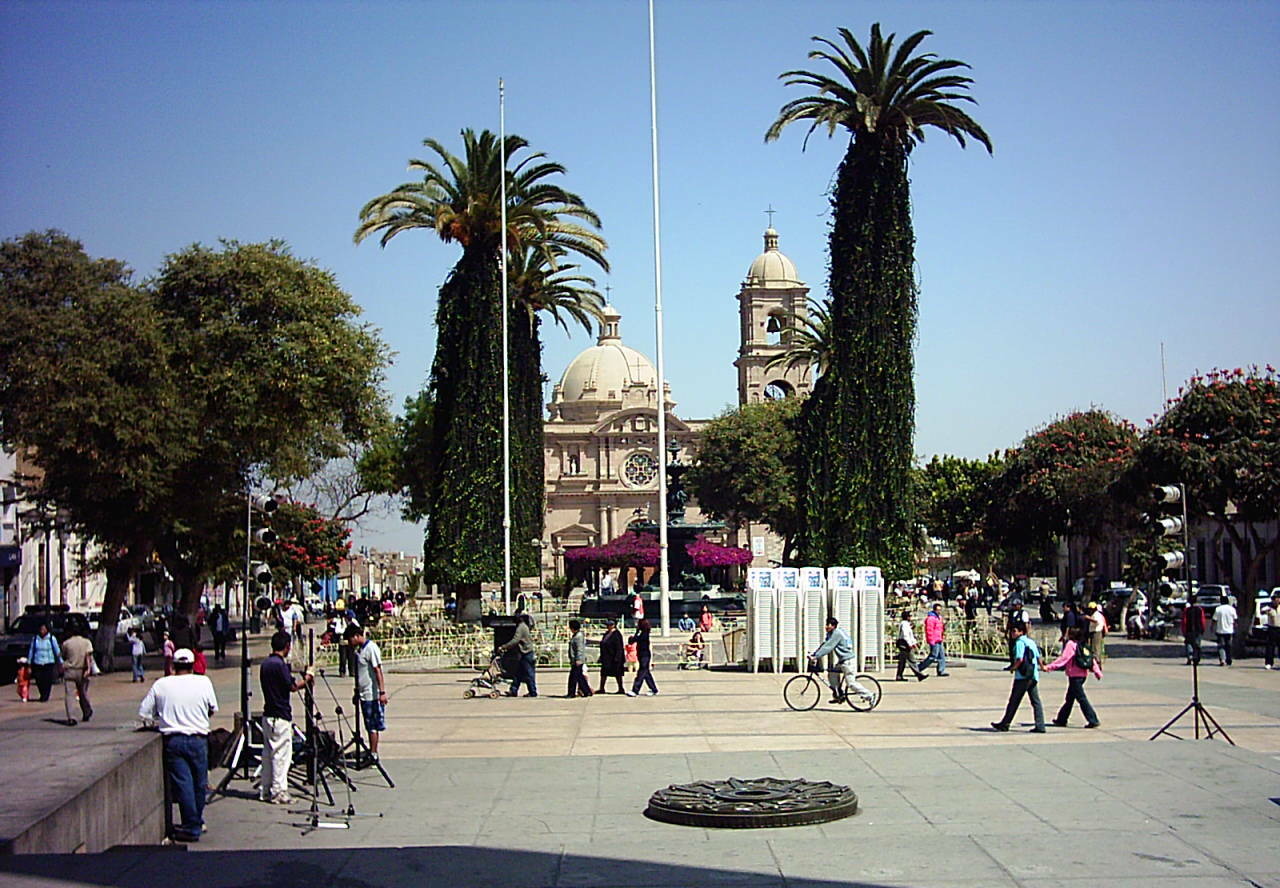
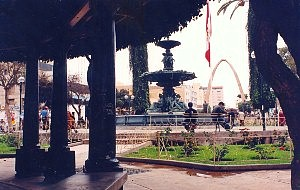
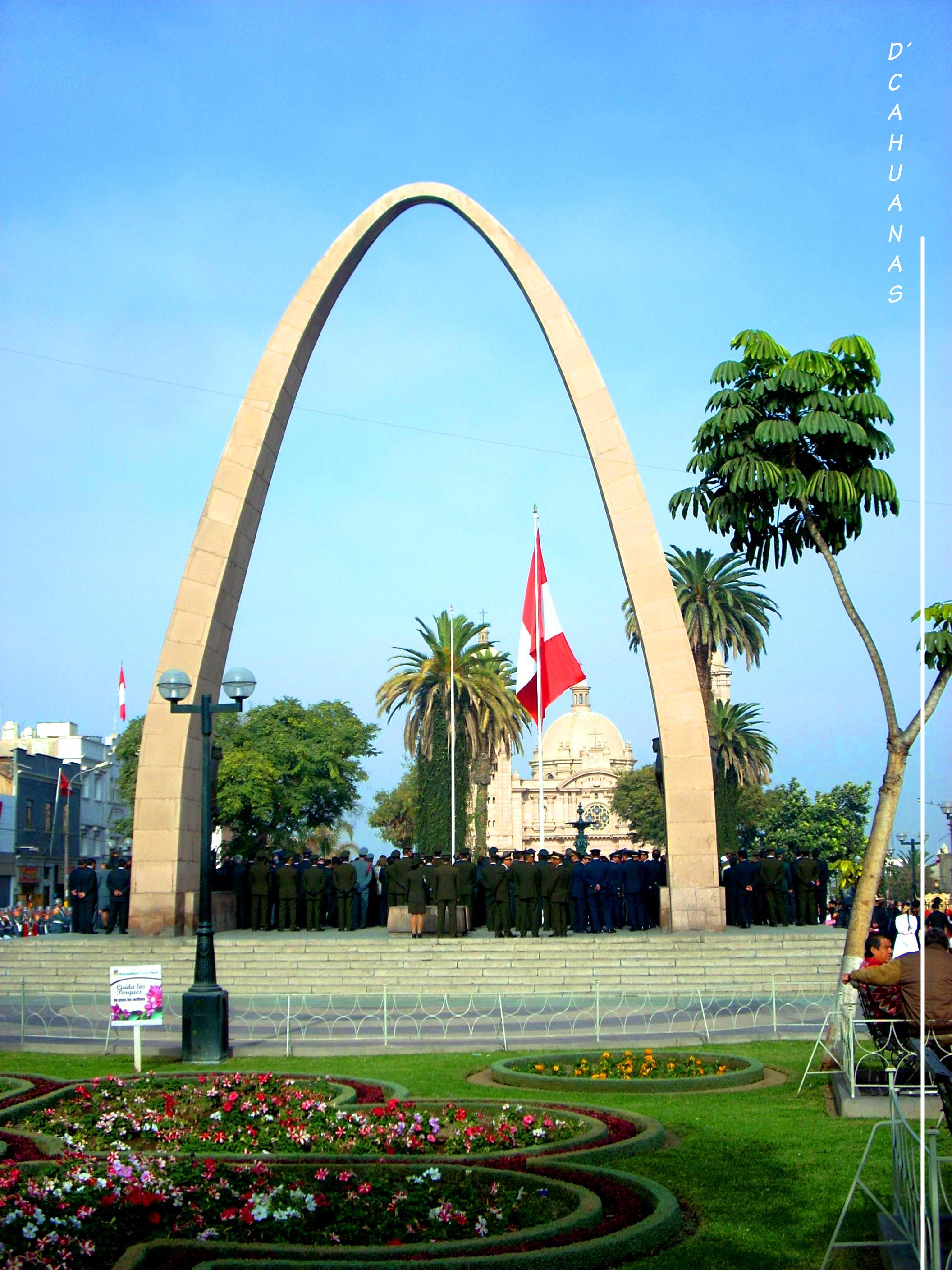
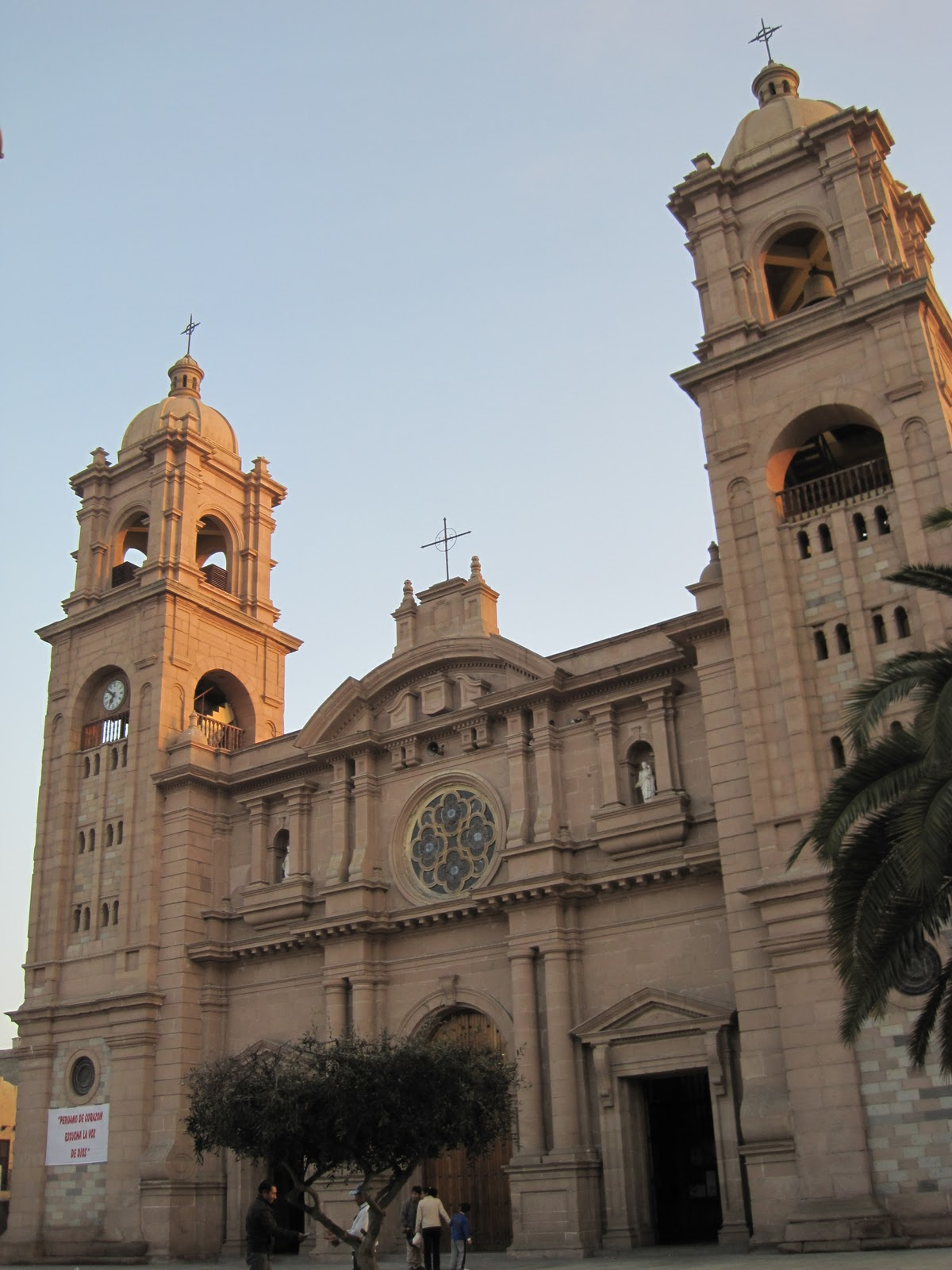